# Иво Буратовић
Иво Буратовић (1909—1971) је бивши свестрани југословенски атлетски репрезентативац. Такмичио се у следећим дисциплинама: трци на 110 м препоне, скоковима увис, удаљ и скоку мотком. штафети 4 х 100 м и десетобоју. Био је члан ХШК Конкордија из Загреба.

## Значајнији резултати
У свим наведеним дисциплинама био је вишеструки првак Југославије.
5 пута у трци 110 м препоне 1930. (15,6 сек), 1931. (15,5 сек), 1932. (15,7 сек), 1933. (16,1 сек), 1936. (15,6 сек);
5 пута у скоку увис 1931. (1,75 м), 1932. (17,5 м), 1933. (17,57 м), 1934. (17,5 м), 1936. (1,81 м);
4 пута у скоку удаљ 1932. (6,64 м), 1933. (6,48 м), 1934. (6,98 м), 1936. (6,77 м);
2 пута у десетобоју 1934. (6,125,44 м), 1935. (5.822,00 м);
1 пут у скоку мотком 1935. (3,50 м);
1 пут у штафети 4 х 100 м 1945. (45,7 сек).
Учесник је првог Европског првенства у атлетици на отвореном 1934. у Торину. Такмичио се у трци 110 м препоне, где је испао у полуфиналу. Заузео је 9 место.
На Летњим олимпијским играма 1936. у Берлину учествовао је у скоку удаљ, али није успео да се квалификује у финале.